# 皇太夫人
皇太夫人（こうたいふじん/ぶにん・おおとじ・すめみおや・おおみおや）は、天皇の生母で、前天皇の夫人（のち女御）であった人をさす。醍醐天皇より前には、皇太后を「帝の母で后｣、皇太妃を「帝の母で妃」と称したのに対しこう呼ばれた。嵯峨天皇の皇后橘嘉智子、淳和天皇の皇后正子内親王の後、醍醐天皇のキサキ藤原穏子が立后するまでの九十年間、天皇のキサキが皇后にたてられることはなかった。
仁明天皇の女御で文徳天皇母の藤原順子以降、九世紀後半の天皇生母は、いずれも配偶者である天皇の在位中は妻后として立后することなく、女御の地位に留まった。その後、所生子が天皇となるに及んで皇太夫人となり、折を見て立后し皇太后となった。ただし、天皇の即位前に薨去した生母については、生前に皇后になっていなくても皇太后を追贈された。光孝天皇生母の藤原沢子や醍醐天皇生母の藤原胤子は天皇即位前に薨去し皇太后を追贈された。結局、醍醐天皇養母である藤原温子を最後に皇太夫人の称は用いられなくなった。

## 皇太夫人一覧
- 藤原宮子 - 聖武天皇生母、文武天皇夫人、神亀元年（724年）3月22日皇太夫人（大御祖）、先に同年2月6日に大夫人（おおみおや）と号されていたものを撤回（のち太皇太后）
- 高野新笠 - 桓武天皇生母、光仁天皇夫人、天応元年（781年）4月15日皇太夫人（贈皇太后）
- 藤原順子 - 文徳天皇生母、仁明天皇女御、嘉祥3年（850年）4月17日皇太夫人（のち皇太后）
- 藤原明子 - 清和天皇生母、文徳天皇女御、天安2年（858年）11月7日皇太夫人（のち皇太后）
- 藤原高子 - 陽成天皇生母、清和天皇女御、貞観19年（877年）1月3日皇太夫人（のち皇太后）
- 班子女王 - 宇多天皇生母、光孝天皇女御、仁和3年（887年）11月17日皇太夫人（のち皇太后）
- 藤原温子 - 醍醐天皇養母、宇多天皇女御、寛平9年（897年）7月26日皇太夫人

### 大夫人
- 当麻山背 - 淳仁天皇生母、舎人親王妃、天平宝字3年（759年）6月16日大夫人

聖武天皇生母・藤原宮子も、神亀元年2月6日に大夫人と号されたが、上述のとおり同年3月22日に撤回され、令制のとおり皇太夫人となった。また、光明皇后の母（孝謙天皇の外祖母）の県犬養橘三千代も、死後の天平宝字4年（760年）8月7日に大夫人の称号を贈られている。

### 日本書紀で皇太夫人と記された例
日本書紀の編纂において、令制に合わせてつけられた呼称と考えられる。
- 葛城韓媛 - 清寧天皇生母、雄略天皇妃[1]
- 蘇我堅塩媛 - 用明天皇・推古天皇生母、欽明天皇妃[2]